# Pydna-Kolindros
Pydna-Kolindros (tiếng Hy Lạp: ?) là một khu tự quản ở vùng Trung Makedonías, Hy Lạp. Khu tự quản Pydna-Kolindros có diện tích 340 km², dân số theo điều tra ngày 18 tháng 3 năm 2001 là 17153 người.